# Ancerville, Meuse
Ancerville là một xã trong vùng Grand Est, thuộc tỉnh Meuse, quận Bar-le-Duc, tổng Ancerville. Tọa độ địa lý của xã là 48° 38' vĩ độ bắc, 05° 01' kinh độ đông. Ancerville nằm trên độ cao trung bình là 200 mét trên mực nước biển, có điểm thấp nhất là 147 mét và điểm cao nhất là 251 mét. Xã có diện tích 21,58 km², dân số vào thời điểm 2005 là 2828 người; mật độ dân số là 130,9 người/km².

## Thông tin nhân khẩu
| 1962  | 1968  | 1975  | 1982  | 1990  | 1999  |
| ----- | ----- | ----- | ----- | ----- | ----- |
| 2.362 | 2.560 | 2.716 | 2.833 | 2.869 | 2.726 |